# Championnat NCAA féminin de soccer
Le Championnat NCAA de soccer féminin est un ensemble de championnats de soccer organisées par la National Collegiate Athletic Association, association sportive universitaire américaine. La compétition est divisée en trois divisions. Le premier championnat a eu lieu durant la saison 1982, ajouté aux côtés de 12 autres sports féminins.
Les North Carolina Tar Heels dominent historiquement la compétition avec un total de 22 titres, loin devant les trois titres du Notre Dame Fighting Irish, du Stanford Cardinal et des Florida State Seminoles.

## Organisation du championnat de Division I
64 équipes s'affrontent dans un tournoi à élimination directe. À partir des demi-finales, le tournoi est connu sous le nom de College Cup.

## Champions NCAA de Division I

### Palmarès par équipe
| Équipe                     | Université           | Titres | Finales |
| -------------------------- | -------------------- | ------ | ------- |
| North Carolina Tar Heels   | North Carolina       | 22     | 6       |
| Notre Dame Fighting Irish  | Notre-Dame           | 3      | 5       |
| Stanford Cardinal          | Stanford             | 3      | 3       |
| Florida State Seminoles    | Florida State        | 3      | 3       |
| UCLA Bruins                | UCLA                 | 2      | 4       |
| Portland Pilots            | Portland             | 2      | 1       |
| Santa Clara Broncos        | Santa Clara          | 2      | 1       |
| USC Trojans                | USC                  | 2      | 0       |
| George Mason Patriots      | George Mason         | 1      | 2       |
| Penn State Nittany Lions   | Penn State           | 1      | 1       |
| Florida Gators             | Florida              | 1      | 0       |
| Connecticut Huskies        | UConn                | 0      | 4       |
| Duke Blue Devils           | Duke                 | 0      | 3       |
| Colorado College Tigers    | Colorado College     | 0      | 2       |
| NC State Wolfpack          | North Carolina State | 0      | 1       |
| UCF Knights                | Central Florida      | 0      | 1       |
| UMass Minutewomen          | Massachusetts        | 0      | 1       |
| Virginia Cavaliers         | Virginia             | 0      | 1       |
| West Virginia Mountaineers | West Virginia        | 0      | 1       |
| Wisconsin Badgers          | Wisconsin            | 0      | 1       |
| Wake Forest Demon Deacons  | Wake Forest          | 0      | 1       |

### Palmarès par saison depuis 2000
| Année | Vainqueur                 | Score         | Finaliste                  | Lieu                                                         |
| ----- | ------------------------- | ------------- | -------------------------- | ------------------------------------------------------------ |
| 2000  | North Carolina Tar Heels  | 2-1           | UCLA Bruins                | Spartan Stadium (San José, Californie)                       |
| 2001  | Santa Clara Broncos       | 1-0           | North Carolina Tar Heels   | Gerald J. Ford Stadium (University Park, Texas)              |
| 2002  | Portland Pilots           | 2-1 (a.p.)    | Santa Clara Broncos        | Mike A. Myers Stadium (Austin, Texas)                        |
| 2003  | North Carolina Tar Heels  | 6-0           | Connecticut Huskies        | SAS Soccer Park (Cary, Caroline du Nord)                     |
| 2004  | Notre Dame Fighting Irish | 1-1 (tab 4-3) | UCLA Bruins                | SAS Soccer Park (Cary, Caroline du Nord)                     |
| 2005  | Portland Pilots           | 4-0           | UCLA Bruins                | Aggie Soccer Stadium (College Station, Texas)                |
| 2006  | North Carolina Tar Heels  | 2-1           | Notre Dame Fighting Irish  | SAS Soccer Park (Cary, Caroline du Nord)                     |
| 2007  | USC Trojans               | 2-0           | Florida State Seminoles    | Aggie Soccer Stadium (College Station, Texas)                |
| 2008  | North Carolina Tar Heels  | 2-1           | Notre Dame Fighting Irish  | SAS Soccer Park (Cary, Caroline du Nord)                     |
| 2009  | North Carolina Tar Heels  | 1-0           | Stanford Cardinal          | Aggie Soccer Stadium (College Station, Texas)                |
| 2010  | Notre Dame Fighting Irish | 1-0           | Stanford Cardinal          | WakeMed Soccer Park (Cary, Caroline du Nord)                 |
| 2011  | Stanford Cardinal         | 1-0           | Duke Blue Devils           | Kennesaw State University Soccer Stadium (Kennesaw, Géorgie) |
| 2012  | North Carolina Tar Heels  | 4-1           | Penn State Nittany Lions   | Torero Stadium (San Diego, Californie)                       |
| 2013  | UCLA Bruins               | 1-0 (a.p.)    | Florida State Seminoles    | WakeMed Soccer Park (Cary, Caroline du Nord)                 |
| 2014  | Florida State Seminoles   | 1-0           | Virginia Cavaliers         | FAU Stadium (Boca Raton, Floride)                            |
| 2015  | Penn State Nittany Lions  | 1-0           | Duke Blue Devils           | WakeMed Soccer Park (Cary, Caroline du Nord)                 |
| 2016  | USC Trojans               | 3-1           | West Virginia Mountaineers | Avaya Stadium (San Jose, Californie)                         |
| 2017  | Stanford Cardinal         | 3-2           | UCLA Bruins                | Orlando City Stadium (Orlando, Floride)                      |
| 2018  | Florida State Seminoles   | 1-0           | North Carolina Tar Heels   | WakeMed Soccer Park (Cary, Caroline du Nord)                 |
| 2019  | Stanford Cardinal         | 0-0 (tab 5-4) | North Carolina Tar Heels   | Avaya Stadium (San Jose, Californie)                         |
| 2020  | Santa Clara Broncos       | 1-1 (tab 4-1) | Florida State Seminoles    | WakeMed Soccer Park (Cary, Caroline du Nord)                 |
| 2021  | Florida State Seminoles   | 3-3 (tab 4-3) | BYU Cougars                | Stevens Stadium (Santa Clara, Californie)                    |
| 2022  | UCLA Bruins               | 3-2 (a.p.)    | North Carolina Tar Heels   | WakeMed Soccer Park (Cary, Caroline du Nord)                 |
| 2023  | Florida State Seminoles   | 5-1           | Stanford Cardinal          | WakeMed Soccer Park (Cary, Caroline du Nord)                 |
| 2024  | North Carolina Tar Heels  | 1-0           | Wake Forest Demon Deacons  | WakeMed Soccer Park (Cary, Caroline du Nord)                 |